# Cyananthus leiocalyx
Cyananthus leiocalyx är en klockväxtart som först beskrevs av Adrien René Franchet, och fick sitt nu gällande namn av John Macqueen Cowan. Cyananthus leiocalyx ingår i släktet Cyananthus, och familjen klockväxter.

## Underarter
Arten delas in i följande underarter:
- C. l. leiocalyx
- C. l. lucidus